# 昧蔡
昧蔡（？—前100年），西汉时代大宛的国王。
毋寡为大宛国王，昧蔡是他的贵族。汉武帝派遣贰师将军李广利率军十余万伐大宛，直接围攻大宛贵山城（今乌兹别克斯坦卡散赛）40馀日，杀死大宛兵将无数，切断大宛水源。大宛贵族最后被迫杀死国王毋寡求和，汉军选良马数十匹，中等以下公母马3千匹回国，并且指定亲汉大宛贵族昧蔡为大宛国王。一年多后，大宛贵族认为昧蔡过于讨好汉朝，遂发动政变杀死昧蔡，另立毋寡之弟蝉封为大宛国王。